# Barilius tileo
Barilius tileo är en fiskart som först beskrevs av Hamilton 1822.  Barilius tileo ingår i släktet Barilius och familjen karpfiskar. IUCN kategoriserar arten globalt som livskraftig. Inga underarter finns listade.